# Màu tím hoa sim
"Màu tím hoa sim" là một bài thơ nổi tiếng của nhà thơ Hữu Loan, được sáng tác năm 1949 tại Thanh Hóa, vào thời điểm được cho là sau khi người vợ đầu tiên của tác giả qua đời.
Bài thơ xuất hiện đầu tiên trên tờ Trăm Hoa của Nguyễn Bính. Vào thời đó, không ít ý kiến quy kết bài thơ là văn chương ủy mị, mang tư tưởng tiểu tư sản, được xem là nguyên cớ để Hữu Loan rời báo Văn Nghệ về quê sinh sống. Tuy nhiên, bài thơ vẫn được truyền đi rộng rãi trong công chúng bằng những bản chép tay và được đưa vào miền Nam Việt Nam, và nó đã được nhiều nhạc sĩ phổ nhạc thành những bài hát nổi tiếng. Vào năm 2004, nó được mua bản quyền với giá 100 triệu đồng tiền Việt Nam, trở thành một kỷ lục Việt Nam.
Năm 1990, bài thơ được in lần đầu trong một tập thơ, đó cũng là tập thơ đầu tiên được xuất bản của Hữu Loan: Màu tím hoa sim.

## Nội dung, xuất xứ
Thơ nói về một cuộc tình đau khổ trong chiến tranh, với nhân vật chính là một cán bộ Việt Minh và một cô thiếu nữ. Họ yêu nhau, cưới nhau, trước khi chia tay nhau để anh lính đi ra trận. Anh vẫn thường lo lắng nếu như mình bỏ mạng nơi chiến trường thì thương cho người vợ, thế nhưng vào cái ngày anh trở về với niềm háo hức, thì nghe tin vợ đã mất. Trong miền hồi tưởng, anh nhớ về những kỷ niệm xưa, với hình bóng dịu dàng, thầm lặng của người thiếu nữ, anh nghĩ đến những đứa em, những người anh của cô gái cũng đã đi lính nơi xa xăm. Rồi anh lại ra đi. Trên con đường hành quân, qua những đồi sim tím, hình bóng của người vợ nhỏ vẫn vang về đâu đó, như nhắc khơi về một câu ca dao cũ: "Áo anh sứt chỉ đường tà/Vợ anh chưa có, mẹ già chưa khâu...".
Thời điểm sáng tác của bài thơ, theo nhiều người, là sau khi người vợ đầu tiên, bà Lê Đỗ Thị Ninh, của tác giả chết đuối khi trượt chân xuống bến nước trong trang trại của nhà (trong bản in của bài thơ thường có thêm phần đóng dấu trong ngoặc đơn: "Khóc vợ Lê Đỗ Thị Ninh"). Bà Ninh là một thiếu nữ đẹp, con gái của ông Lê Đỗ Kỳ, kỹ sư canh nông, đã từng giữ chức Tổng Thanh tra Canh nông Đông Dương, em gái của Lê Đỗ Nguyên (tức Trung tướng Phạm Hồng Cư). Sau Cách mạng tháng 8 năm 1945, ông Kỳ là đại biểu Quốc hội khoá đầu tiên.. Vợ ông là con một nhà khoa bảng đất Thanh Hóa, sau cách mạng có công tác ở Hội phụ nữ.
Hữu Loan quen biết gia đình ông Lê Đỗ Kỳ khi nhà thơ 26 tuổi và được mời về dạy học cho ba người con trai lớn của ông quan kỹ sư Canh nông, lúc đó cô Ninh mới 8 tuổi. Trong suốt thời gian ở trong gia đình họ Lê Đỗ, ông coi cô như em gái của mình.
yêu nàng như tình yêu em gái
Điều mà nhà thơ không biết là bà Kỳ rất quý mến ông nên đã có ý gả cô em gái tên Nga cho ông, nhưng do cô Nga không muốn vương vấn chuyện đời mà muốn xuất gia theo đạo nên bà lại chuyển sang muốn gả con gái mình. Ông bà Lê Đỗ Kỳ không thổ lộ điều này nhưng bắt đầu bí mật để ý đến nhà thơ. Khi Hữu Loan đi tham gia kháng chiến, làm chính trị viên tiểu đoàn ở Đại đoàn 304 của tướng Nguyễn Sơn, cùng đơn vị với ông có Quốc, là người em họ với cô Ninh. Mãi cho đến một hôm, Quốc mới tiết lộ cho ông biết là bà Kỳ cử Quốc "giám sát" Hữu Loan để đề phòng ông có tình ý với những phụ nữ khác.
Khi biết được gia đình ông bà Kỳ có ý tác thành, nhà thơ về thưa chuyện với ông bà xin cưới cô Ninh. Đám cưới diễn ra đơn giản, cô Ninh tuy là con nhà giàu, tư sản gia đình có đến 500 mẫu ruộng nhưng cô sống hết sức giản dị, ngày cưới cô còn không đòi phải may áo mới: "ngày hợp hôn nàng không đòi may áo cưới" vì cô Ninh nói với ông là vợ chồng cốt ở yêu nhau, không cần bày vẽ. Nhà thơ và "cô em gái nhỏ" làm lễ thành hôn ngày 16 tháng 2 năm 1949 trong một lần ông xin về phép. Điểm nội bật của đám cưới chỉ là chiếc bình hoa. Chiếc bình mà ba tháng sau ông về khóc vợ đã thành chiếc bình đựng hương trên mộ, chiếc bình hương đặc biệt ấy ông Hữu Loan vẫn giữ đến tận bây giờ, đặt trên bàn thờ cô Ninh.
chiếc bình hoa ngày cưới
thành bình hương tàn lạnh vây quanh
Từ ngày cưới 16 tháng 2 đến ngày 29 tháng 5 cô Ninh mất là hơn 3 tháng. Số ngày cô sống bên chồng chỉ đếm trên đầu ngón tay. Cô Ninh hay mặc áo tím và ông cũng đã có lần dẫn cô đi chơi lên những đồi hoa sim tím và ngẫu nhiên là dọc bờ sông nơi cô chết cũng mọc đầy những hoa sim tím.
Bài thơ lâu nay được lưu truyền chủ yếu qua các bản chép tay nên có nhiều dị bản, các bản thường khác nhau về cách xuống dòng, về từ ngữ, viết hoa và viết thường. Bản được Cục Bản quyền tác giả văn học nghệ thuật đóng dấu đăng ký là bản chép tay của ông vào ngày 12/10/2004.

### Nhân vật trong bài
Trong bài ngoài 2 nhân vật chính là anh lính và người vợ, còn có ba người anh :
Một chiều rừng mưa
ba người anh,
từ chiến trường Đông Bắc
được tin em gái mất
trước tin em lấy chồng
Ba người anh là nhân vật có thật: người anh cả là ông Lê Đỗ Khôi, làm Chính trị viên tiểu đoàn, hy sinh trên đồi Him Lam chỉ vài giờ trước khi trận Điện Biên Phủ kết thúc. Người anh thứ hai là ông Lê Đỗ Nguyên, tức Trung tướng Phạm Hồng Cư, làm đến Phó Chủ nhiệm Tổng cục Chính trị, con rể Giáo sư Đặng Thai Mai. Người anh thứ ba là ông Lê Đỗ An, tên công tác là Nguyễn Tiên Phong, làm đến Bí thư Trung ương Đoàn - Phó Ban dân vận Trung ương. Lúc đó cả ba người anh đều đang ở chiến trường Đông Bắc, do thư từ thời đó vận chuyển khó khăn nên họ nhận được tin em gái chết trước khi nhận được thư nhà báo tin em lấy chồng. Ngoài ra, bà Lê Đỗ Thị Ninh còn có sáu em trai và hai em gái, theo gia phả họ Lê Đỗ.

## Phổ nhạc
Sự nổi tiếng của bài thơ còn được góp công phần nào bởi các nhạc sĩ: Dzũng Chinh, Phạm Duy, Anh Bằng, Duy Khánh, Song Ngọc... là những người đã phổ nhạc dựa trên ý thơ của bài. Riêng bài "Những đồi hoa sim" của Dzũng Chinh và "Áo anh sứt chỉ đường tà" của Phạm Duy, một bi ca, một hùng ca, cho đến nay vẫn là những tác phẩm nổi tiếng nhất dựa trên bài thơ Màu tím hoa sim.

### Áo anh sứt chỉ đường tà
Đây là một bản phổ nhạc nổi tiếng, tác giả là nhạc sĩ Phạm Duy. Ông phổ từ năm 1949 và công bố lần đầu vào năm 1971. Bài hát gồm một loạt trường đoạn phối hợp, diễn tả nhiều cung bậc và sắc thái tình cảm, với các nhịp 4/4 (âm giai Đô thứ), 2/4 (âm giai Đô trưởng), 4/4 (âm giai La thứ), 3/4 (âm giai đô trưởng). Ca từ của bài hát rất gần với nguyên bản.
Bài hát này được các ca sĩ Thái Thanh và Elvis Phương thể hiện thành công, về sau còn có Trần Thái Hoà, Bích Liên, Ý Lan, Đức Minh...

### Những đồi hoa sim
Bài Những đồi hoa sim của Dzũng Chinh ra đời vào thập niên 1960, là bản phổ nhạc sớm nhất được ghi nhận của bài thơ này, được nhiều thế hệ ca sĩ thể hiện: Thanh Thuý, Thanh Tuyền, Phương Dung, Hoàng Oanh, Hương Lan, Duy Quang, Sơn Tuyền, Tuấn Vũ, Như Quỳnh, Phi Nhung, Mai Thiên Vân,...
Bài hát viết theo điệu Slow rumba (điệu Boléro), âm giai chủ Rê thứ. Lời bài ca không bám sát theo nội dung thơ, chỉ lấy ý.

### Những bản phổ nhạc khác
"Màu tím hoa sim" của Duy Khánh và Song Ngọc, 2 bài hát có lời theo rất sát nguyên bản.
Ngoài ra bài thơ này còn là đề tài cho các nhạc sĩ soạn các bài như: "Tím cả chiều hoang" và "Chuyện hoa sim" (Anh Bằng), "Tím cả rừng chiều" (Thu Hồ), "Chuyện người con gái hái sim" (Hồng Vân)...